# Clupisoma naziri
Clupisoma naziri är en fiskart som beskrevs av Mirza och Awan, 1973. Clupisoma naziri ingår i släktet Clupisoma och familjen Schilbeidae. Inga underarter finns listade i Catalogue of Life.